# Letterboxd
Letterboxd és una xarxa social en línia fundada per Matthew Buchanan i Karl von Randow el 2011. Va ser creat com una aplicació per compartir opinions sobre el cinema i es manté per un petit equip a Auckland, Nova Zelanda. El lloc web permet compartir els gustos cinèfils de cadascú. Els usuaris poden utilitzar-ho com un diari per donar les seves opinions sobre pel·lícules, trobar aquelles que van veure en el passat i mostrar les seves pel·lícules preferides en el seu perfil. A més, es dona l'opció de puntuar, ressenyar i afegir paraules claus. S'ha arribat a descriure com un "Goodreads per a pel·lícules".
La popularitat de Letterboxd es va disparar durant la pandèmia de COVID-19. El juny del 2024 comptava amb més de 14 milions d'usuaris registrats. Encara que el lloc web generalment es limita a pel·lícules, els seus directius tenen la intenció d'afegir programes de televisió en el futur.

## Objectius
Entre els objectius d'aquesta plataforma hi ha els següents:
- Observar les pel·lícules, tràilers, obres artístiques, detalls de l'elenc, estudis o gèneres més populars o amb millors puntuacions.
- Visualitzar i accedir a llistes i crítiques creades pels usuaris.
- Llegir i publicar comentaris a llistes i crítiques de cinema.
- Buscar pel·lícules, llistes, membres de l'elenc, crítiques…
- Registrar-se per crear crítiques de pel·lícules i editar entrades passades.
- Crear una llista de pel·lícules pendents per veure
- Accedir i observar perfils de membres de la plataforma i filmografies de professionals del sector (membres de l'elenc).
- Seguir altres membres de la plataforma.

## Inicis
En 1991, donada la quantitat d'informació disponible a Internet, Matthew Buchanan solia descarregar-se les dades de les pel·lícules de Usenet (Eren textos de 800KB que trobava a partir d'un editor de comandes) Creada per Colin Needham, va començar a convertir-se en la Base de dades de Pel·lícules d'Internet.
Deu anys després, interessat pel disseny i cinema es va concentrar en l'aplicació que Mac OS oferia anomenada Delicious Library. Quan Wil Shipley va suggerir que una segona versió d'aquesta plataforma inclouria un component en línia Buchanan esperava que el valor estètic de la plataforma estigués connectat d'alguna forma amb un mecanisme de xarxa social. Quan aquesta versió va ser renovada amb una facilitat per a exportar les pel·lícules Buchanan va començar a plantejar-se la plataforma relacionada amb pel·lícules que alhora fos xarxa social que li agradaria crear.
Va estar donant forma a aquesta idea durant uns anys va estar ajornant aquesta idea, centrant-se en ella cada 6 mesos més o menys, buscant crear i oferir un nou disseny. En aquest moment havia centrat les seves idees principals en tres camps: Un diari de cinema, la possibilitat de compartir opinions utilitzant un model de seguiment entre usuaris, la possibilitat de crear i compartir llistes.
Des de 2001 havia co-posseït un petit estudi de disseny i desenvolupament a Auckland i, després de compartir la idea de Letterboxd amb el seu company i equip, van decidir començar a construir-la en aquest mateix local, donant-se 6 mesos per a crear una ofereix beta inicial. Donat l'elevat cost anual que suposa la utilització de les dades de IMDb van decidir utilitzar l'alternativa de The Movie Database (TMDb).
Letterboxd va ser llançat a Brooklyn Beta l'octubre de 2011 i va atreure més de 17.000 beta testers en els següents sis mesos. Va passar de ser beta privat a públic el 24 d'abril de 2012, quan totes les pàgines es van fer públicament visibles. La possibilitat de ser membre era per invitació fins al 8 de febre de 2013, moment en el qual es va obrir a l'ús públic. El lloc web presenta una estructura escalonada, tant per la versió gratuïta com per la de pagament. Els membres de la versió de pagament tenen accés a Letterboxd Pro, on es poden rebre pàgines personalitzades anomenades "Year in Review".
El setembre de 2020, Letterboxd va anunciar un nou tipus de membre per a organitzacions relacionades amb el cinema, des de festivals fins a teatres d'art i pòdcasts, per participar amb eines més adequades que el perfil bàsic orientat a l'individu.

## Creixement
La base d'usuaris de Letterboxd va augmentar durant la pandèmia de COVID-19. El seu nombre d'usuaris va augmentar d'1,8 milions el març de 2020 a 3 milions el gener de 2021, 4,1 milions el desembre de 2021, 10 milions el setembre de 2023, 12 milions el febrer de 2024, i 14 milions el juny de 2024. En un article per a The Ringer, el crític de cinema Scott Tobias va anomenar Letterboxd "l'espai més segur per a la discussió cinematogràfica que tenim" a causa del seu model basat en la comunitat i la discussió enmig de la pandèmia de la COVID-19. Una vegada que les sales de cinema van reobrir, les organitzacions de cinema d'autor i clàssic com l'American Cinematheque van informar que Letterboxd va ajudar a impulsar els cinèfils més joves a visitar els seus programes.
La pel·lícula número 100 milions es va marcar com a vista al lloc el 15 de maig de 2017, sis anys després del llançament. A partir del 20 de juliol de 2022, els membres han marcat més de 1.000 milions de pel·lícules com a vistes.
Sis pel·lícules han ostentat el títol de llargmetratge narratiu més ben valorat a Letterboxd: El Padrí, Paràsits, Everything Everywhere All at Once, Come and See, Spider-Man: Across the Spider-Verse i Harakiri. Harakiri és l'actual posseïdor del títol a partir d'agost de 2024.

## Aspectes tècnics
Qualsevol persona pot llegir contingut de la plataforma, però els usuaris que vulguin participar activament necessitaran un compte. Tots els membres poden puntuar pel·lícules, revisar pel·lícules i etiquetar-les amb paraules clau rellevants. També poden crear llistes de pel·lícules que hagin vist o volen veure i interactuar amb altres membres. Les llistes es poden fer públiques o privades per a l'usuari. Un model de seguidor permet que els membres puguin seguir l'activitat d'altres usuaris.
Hi ha dos nivells de subscripcions: Pro i Patron.
La subscripció Pro inclou:
- Pàgines d'estat personalitzades "Year In Review" (El teu any en revisió).
- Pàgina d'estadístiques personalitzada "All-Time" (Des de l'inici).
- Filtratge de flux d'activitats
- Filtratge per servei de streaming
- Opinions fixades i destacades
- Modificació del nom d'usuari
- Clonació / duplicació de llistes
- No hi ha anuncis externs

La subscripció Patron inclou totes les funcions Pro, així com les següents:
- La pàgina de perfil del membre Patron inclou un teló de fons de la seva pel·lícula preferida (la primera de la llista, si està disponible).
- Possibilitat de seleccionar el teu pòster preferit a qualsevol pel·lícula i la teva imatge preferida per qualsevol membre d'una producció.
- Accés prioritari per provar noves funcions, incloses les versions beta i l'aplicació per a iPhone, a petició.
- El nom del Patron apareix a la pàgina dels membres Patron.

### Aplicacions principals
Per a dispositius Apple, hi ha una aplicació universal iOS per a iPhone i iPad que ofereix la major part de la funcionalitat del lloc web i una aplicació TVOS reduïda per a Apple TV. L'aplicació iOS suporta diverses integracions a nivell de sistema, com ara dreceres Siri, esquemes d'URL i Handoff, que permet el control mitjançant comandes de veu i fluxos de treball de drecera. També hi ha una aplicació completa per als usuaris d'Android disponible a Google Play Store.

## Base de dades
Tota la metadada sobre cinema utilitzada a la pàgina web, incloent-hi actors i actrius, directors i directores, noms d'estudis, sinopsis, dates de llançament, tràilers i pòsters artístics són proporcionats per The Movie Database (TMDb). A causa dels alts costos anuals que suposava utilitzar IMDb dada, els desenvolupadors van decidir optar per TMDb el qual és un projecte de col·laboració obert.
El setembre de 2019, el lloc es va associar amb JustWatch per mostrar opcions de visualització en línia de pel·lícules. El març de 2022, es va associar amb Nanocrowd per mostrar "nanogèneres" i recomanacions de pel·lícules similars als usuaris.